# Aeroportul Ankavandra
Aeroportul Ankavandra (IATA: JVA, ICAO: FMMK) este un aeroport din Madagascar ce deservește zona Ankavandra⁠(d). A fost numit după zona deservită.
Situat la o altitudine de 130 m, aeroportul dispune de o singură pistă.